# アルエット2号
アルエット2号（Alouette 2）はカナダの科学衛星。1965年11月29日4時48分（UTC）、エクスプローラー31号と共にソー・アジェナロケットによってヴァンデンバーグ空軍基地から打ち上げられた。アルエット1号やエクスプローラー31号と同様、電離層研究を目的とした。
アルエットとはフランス語でヒバリを意味し、また有名なフレンチ・カナディアンフォークソングからきている。主契約会社はモントリオールのRCAヴィクターであった。
ISIS衛星（International Satellites for Ionospheric Studies）シリーズの初号機でもあり、別名ISIS-X。
アルエット2号はアルエット1号と同一のバックアップ衛星から作成された。1号機に比べより多くの実験機器とより複雑なサポートシステムが搭載された。運用は10年続き、1975年8月1日に運用を終了した。